# شدفیلد
شدفیلد (به انگلیسی: Shedfield) یک روستا و محله مدنی در بریتانیا است که در وینچستر واقع شده‌است. شدفیلد ۳٬۹۱۴ نفر جمعیت دارد.